# Cena Nobua Iny

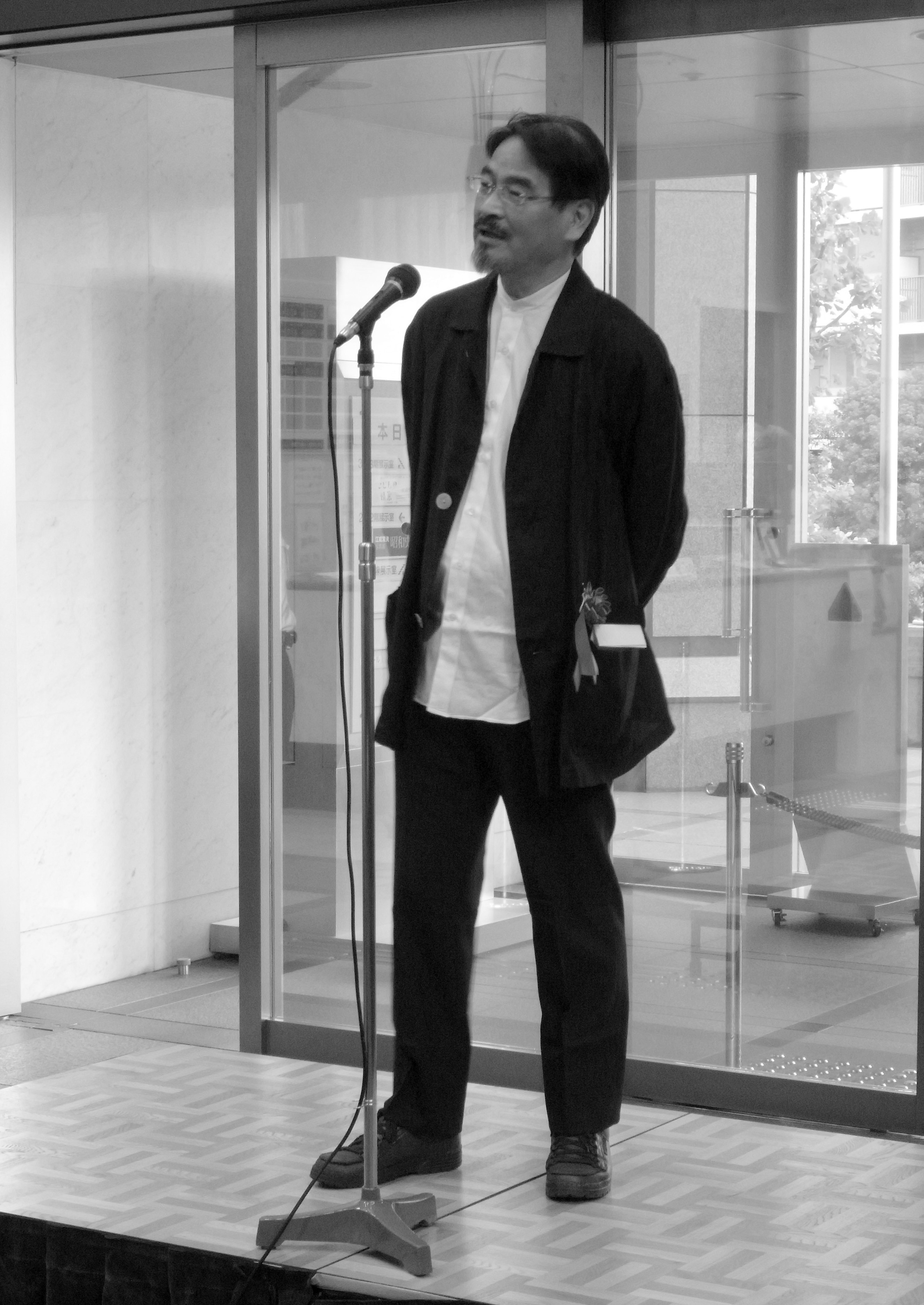
Hiro'o Kikai získal cenu v roce 1988

Cena Nobua Iny (伊奈信男賞 Ina Nobuo šó) je japonské fotografické ocenění udělované každý rok na výstavní akci Nikon Salon, která je sponzorována společností Nikon.

## Historie
Cena vznikla v roce 1976 a je pojmenována na počest Nobua Iny, kritika fotografie, který stál v čele festivalu Salon Nikon od roku 1968 až do své smrti v roce 1978. Cena se uděluje fotografovi, jehož výstava na Salonu Nikon v průběhu roku od října do září je vyhodnocena jako nejvýraznější. Od roku 2006 se cena skládá ze sošky, jednoho milionu jenů, fotoaparátu Nikon F6 a objektivů.

## Seznam vítězů
- 1976: Gašó Jamamura
- 1977: Masahisa Fukase
- 1978: Hiromi Cučida
- 1979: Satoši Kuribajaši
- 1980: Bišin Džúmondži
- 1981: Meitoku Itó
- 1982: Šinzó Hanabusa, Šisei Kuwabara
- 1983: Goró Nakamura
- 1984: Akihisa Masuda
- 1985: Masao Gózu
- 1986: Šigeiči Nagano
- 1987: Ičiró Cuda
- 1988: Hiro'o Kikai
- 1989: Noriaki Jokosuka
- 1990: Jun Ču-jong (尹冑榮, 윤주영)
- 1991: Akihiro Sakaki
- 1992: Kijoši Suzuki
- 1993: Kunihiro Suzuki
- 1994: Eimu Arino
- 1995: Hiromi Eguči
- 1996: Jošikazu Minami
- 1997: Mičio Jamauči
- 1998: Micuhiro Kamimura
- 1999: Šundži Dodo
- 2000: Hideaki Učijama
- 2001: Hiroši Jamazaki
- 2002: Seiiči Furuja
- 2003: Hiroši Óšima
- 2004: Kijotaka Šišito
- 2005: Nobuo Šimose
- 2006: Čihiro Minato
- 2007: Keizó Kitadžima
- 2008 : Kenšiči Hešiki (平敷 兼七)
- 2009: Džun'iči Óta (太田 順一)
- 2010: Hitoši Fugo
- 2011: Yi Sangil
- 2012: Brian Y. Sato
- 2013: Kógoró Suzuki
- 2014: Osamu Kanemura
- 2015: Acuši Okujama
- 2016: Aja Fudžioka – Řeka plyne
- 2017: Sugano Panda – Planeta Fukušima
- 2018: Kaori Inbe – Nejsem ideální kočka
- 2019: Ai Iwane – KIPUKA
- 2020: Keidžiro Kai – Až na kost
- 2021: Hirojoši Hara – Žiju ve městě
- 2022: Eriko Mijata – Převlek
- 2023: ERIC (エリック) – Tokio Super Deep Drilling Pit